# Завод метанолу у Дум'яті
Завод метанолу у Дум'яті – підприємство єгипетської хімічної промисловості, споруджене у дельті Нілу в місті Дум'яті.
В 1990-х – на початку 2000-х в єгипетському секторі Середземного моря виявили значні запаси природного газу, що призвело до створення цілого ряду виробництв, орієнтованих на його використання. Одним з них став завод метанолу в Дум'яті EMethanex річною потужністю у 1,26 млн тон, який почав роботу в 2011 році. 
Природний газ надходить до Дум’яту по газотранспортному коридору Ель-Гаміль – Ідку. 
Майданчик заводу розташований на території портової зони, що полегшує експорт готової продукції. Також можливо відзначити, що з 2017-го почались поставки метанолу з метою використання при розробці гігантського газового родовища Зогр, для чого знадобилась модернізація, яка дозволила завантажувати метанол на малі баржі.
Проект реалізували через компанію Egyptian Methanex Methanol Company, власниками якої є канадська Methanex Corporation (50%), єгипетські державні Egyptian Petrochemical Holding Company (ECHEM, 12%), Egyptian Natural Gas Holding Company (EGAS, 12%) та Egyptian National Gas Company (GASCO, 9%), а також саудійська Arab Petroleum Investments Corporation (APICORP, 17%).
В 3 кварталі 2022-го за погодженням власників завод переважно простоював, що дозволило спрямувати призначений для нього ресурс природного газу на зрідження. Враховуючи екстремально високі ціни на блакитне паливо у Європі, яку були викликані спровокованою Росією газовою кризою, Emethanex отримав більший прибуток, аніж якби продовжував випускати власну продукцію.